# Тюйе, Людвиг
Людвиг Вильгельм Андреас Мария Тюйе (встречаются также написания Тюилле и Туилле, нем. Ludwig Wilhelm Andreas Maria Thuille; 30 ноября 1861, Больцано, Южный Тироль — 5 февраля 1907, Мюнхен) — немецкий композитор и музыкальный педагог австрийского происхождения, некоторое время входил в число ведущих оперных композиторов так называемой Мюнхенской композиторской школы, самым известным представителем которой был Рихард Штраус. 

## Биография
После смерти отца был отослан семьёй в Кремсмюнстерское аббатство в качестве хориста. Вернувшись затем в Инсбрук, учился музыке у Йозефа Пембаура-старшего; в 1877 году познакомился с Рихардом Штраусом, с которым дружил всю жизнь и который посвятил ему симфоническую поэму "Дон Жуан". Затем продолжил обучение в Мюнхенской консерватории (1879—1882) у Йозефа Райнбергера (композиция) и Карла Бермана-младшего (клавир). С 1883 г. сам преподавал в той же консерватории фортепиано и гармонию, а в 1903 г. сменил Райнбергера как профессор композиции; среди его многочисленных учеников — Герман Абендрот, Вальтер Браунфельс, Эрнест Блох, Эрнст Бёэ, Юлиус Вейсман, Бото Зигварт, Вальтер Курвуазье, Эрих Роде и другие.
Как композитор Тюйе был увлечён, прежде всего, оперой: его первая опера «Тойерданк» (нем. Theuerdank; 1897, по одноимённой поэме, написанной императором Максимилианом I) получила первый приз на конкурсе под патронатом регента Баварии Луитпольда, вторая, «Лобетанц» (нем. Lobetanz; 1898, либретто Отто Юлиуса Бирбаума) с большим успехом была поставлена в Карлсруэ. Тюйе даже называли «немецким Пуччини». Вместе со Штраусом и Максом фон Шиллингсом Тюйе считался центральной фигурой Мюнхенской композиторской школы. Однако к настоящему времени определённой известностью пользуются только камерные и, в меньшей степени, симфонические произведения Тюйе — прежде всего, Секстет для фортепиано и духовых (1886—1888). Посмертно опубликован завершённый Рудольфом Луисом учебник гармонии Тюйе, оказавший значительное влияние на педагогов-современников.